# Rosalinde von Ossietzky-Palm

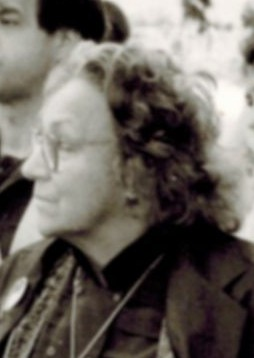
Rosalinde von Ossietzky-Palm (1988)

Rosalinde von Ossietzky-Palm (* 21. Dezember 1919 in Berlin; † 7. Februar 2000 in Stockholm, Schweden) war eine deutsch-schwedische Pazifistin.

## Leben
Rosalinde von Ossietzky war die Tochter des Pazifisten Carl von Ossietzky. Ihre Mutter Maud Lichfield-Woods war die Tochter eines britischen Offiziers und Urenkelin einer indischen Prinzessin. Von 1932 bis 1933 besuchte sie die Odenwaldschule in Ober-Hambach. 1933, kurz nach der Machtübergabe an die Nationalsozialisten, emigrierte sie nach England. Dort besuchte sie ein Internat und begann eine Ausbildung als Tänzerin. Mitte der 1930er Jahre übersiedelte sie nach Schweden, wo sie fortan lebte. Ihre Tanzausbildung musste sie aufgeben und arbeitete stattdessen bis zu ihrer Pensionierung als Sozialarbeiterin.
Sie wirkte in der internationalen Kampagne mit, ihrem Vater den Friedensnobelpreis zu verleihen.
Später setzte sich von Ossietzky-Palm dafür ein, die Verurteilungen wegen Landesverrats gegen Carl von Ossietzky in der Zeit der Weimarer Republik aufzuheben, und leitete hierzu das Wiederaufnahmeverfahren zum Weltbühne-Prozess in die Wege. Der Bundesgerichtshof urteilte jedoch 1992, es gebe keine juristische Grundlage dafür, das Urteil von 1931 neu zu bewerten. Ein Freispruch sei nach damaligem Recht nicht möglich gewesen.
Im Oktober 1991 wurde sie Ehrenbürgerin der Carl von Ossietzky Universität Oldenburg.
Sie heiratete in zweiter Ehe den Journalisten Björn Palm, mit dem sie einen gemeinsamen Sohn hatte. Rosalinde von Ossietzky-Palm starb nach längerem Krankenhausaufenthalt am 7. Februar 2000 in Stockholm.

## Diskografie
- Alexander Lipping, Rosalinde von Ossietzky-Palm: Große Zeiten. Songs und Texte aus der Weltbühne. Vinyl. LP. Büchergilde Gutenberg 1988. Lipp 002.